# Stauwehr Marbach
Das Stauwehr Marbach ist Teil einer Staustufe des Neckars bei Marbach am Neckar im Landkreis Ludwigsburg in Baden-Württemberg. Die Anlage besteht aus einem dreifeldrigen Wehr am linken sowie einem Wasserkraftwerk am rechten Ufer des Marbacher Neckar-Altarms, jeweils in  Fließrichtung des Neckars betrachtet. Otto Konz ließ die Anlage im Zuge der Kanalisierung und Schiffbarmachung des Neckars zwischen 1938 und 1941 errichten. Bereits zuvor hatte es bei Marbach ein Wasserkraftwerk gegeben, dass durch diese neue Anlage, ersetzt wurde.
Zur Staustufe gehört zudem die 1955 eröffnete Schleuse Marbach, welche sich getrennt vom Stauwehr am Neckarkanal Marbach, einem parallel zum Neckar-Altarm verlaufenden Schifffahrtskanal, befindet.

## Lage
Das Stauwehr Marbach ist vom Rhein aus gesehen die 18. Anlage. Es befindet sich am Flusskilometer 158,7.